# 후쿠시마 준
후쿠시마 쥰(일본어: 福島 潤 ふくしま じゅん[*], 1976년 9월 4일 ~ )은 일본의 남자 성우이다. 아트비전 소속. 에히메현 출신.

## 작품

### 극장판
- 이 멋진 세계에 축복을! 붉은 전설 (2019) - 카즈마 역 (목소리)